# Hwapyong
Hwapyong là một kun, hay huyện, tỉnh Chagang, Bắc Triều Tiên. Đơn vị này đã được lập thành huyện mới trong cuộc tổng tổ chức lại chính quyền địa phương tháng 12 năm 1952. Trước đây khu vực này thuộc Chasong và Huchang.